# Чеченіно (Нижньогородська область)
Чеченіно (рос. Чеченино) — присілок в Кстовському районі Нижньогородської області Російської Федерації.
Населення становить 226 осіб. Входить до складу муніципального утворення Работкинська сільрада.

## Історія
Від 2009 року входить до складу муніципального утворення Работкинська сільрада.

## Населення
| 2002 | 2010 |
| ---- | ---- |
| 273  | ↘226 |